# History (Funeral for a Friend)
History è un singolo dei Funeral for a Friend, pubblicato il 14 novembre 2005 come terza canzone estratta da Hours, l'album uscito nel 2005. Ha raggiunto la 21ª posizione nella Official Singles Chart, dove è rimasto per due settimane. È una delle canzoni universalmente più note della band, tanto che la sua frase più celebre ("Your history is mine") dà il titolo alla raccolta dei successi della band uscita nel 2009: Your History Is Mine: 2002-2009. Oltre che in questa compilation, History figura anche in Final Hours at Hammersmith (2006), in Casually Dressed & Deep in Conversation: Live and in Full at Shepherds Bush Empire (2012) e nel Live from the Roundhouse (2013).
La base per la canzone è stata attinta da un brano precedentemente scritto ma mai sino allora pubblicato, intitolato Grand Central Station. Sin dall'uscita di Hours costituisce una presenza fissa nelle scalette dei live della band.

## Video
Il video, girato quasi interamente in bianco e nero, mostra la band che suona la canzone al centro di scontri tra la polizia ed un gruppo di minatori che protestano contro l'Inghilterra per delle migliori condizioni salariali. Il video è incentrato soprattutto su un uomo, che è una sorta di leader della protesta; negli ultimi istanti del video infatti le immagini tornano a colori e si vede lui a casa sua assieme alla moglie ed al figlio mentre fanno colazione. La voce da telegiornale ad inizio video comunica che nel Galles del Sud 10 poliziotti sono rimasti feriti durante gli scontri, mentre 7 minatori sono stati arrestati.

## Tracce
1. History (Radio edit) – 3:28
2. Pirate Song – 3:46

## Artwork
La copertina del singolo richiama una scena del video, e vede lo schieramento dei minatori contrapposto a quello della polizia; i colori tendono fortemente verso il blu scuro.

## Formazione

### Band
- Matthew Davies-Kreye - voce
- Kris Coombs-Roberts - chitarra
- Darran Smith - chitarra
- Ryan Richards - batteria
- Gareth Davies - basso

### Altro personale
- Terry Date - produzione, registrazione e mixaggio
- Junichi "Jun" Murakawa - Assistente al mixaggio presso Bay 7
- Ted Jensen - Masterizzazione presso Sterling Sound (New York)